# Baanwielrennen op de Paralympische Zomerspelen 2024 - Achtervolging mannen B
Het onderdeel achtervolging mannen B bij het baanwielrennen  tijdens de Paralympische Zomerspelen 2024 vond plaats in de Vélodrome de Saint-Quentin-en-Yvelines, Frankrijk. Deze klasse is voor de renner die blind of slechtziend is, zij rijden op een tandem samen met een renner zonder handicap (de piloot). Het Nederlandse tandem Tristan Bangma en Patrick Bos waren de regerend Paralympisch kampioenen en wisten in 2024 hun titel te prolongeren, het zilver ging naar Stephen Bate en Christopher Latham uit Groot Brittanië en het brons was voor het Italiaanse duo Lorenzo Bernard en Davide Plebani.

## Opzet competitie
De competitie begint met een kwalificatieronde waarin het een onderlinge race tussen de 14 duo's omvat; alle 14 duo's worden verdeeld in 7 heats (dus 1 heat bestaat uit 2 duo's). De twee snelste duo's in de kwalificatie kwalificeren zich voor de gouden finale, terwijl de derde en vierde snelste zich kwalificeren voor de de bronzen finale, waar ze tegen elkaar zullen racen. De afstand van dit evenement bedraagt 4 km. Zowel de finales als de kwalificatieronde worden op één dag verreden.

## Uitslag

### Kwalificatie
| #  | Heat | Renners | Renners                                   | tijd     | tijd   |
| -- | ---- | ------- | ----------------------------------------- | -------- | ------ |
| 1  | 8    | NED     | Tristan Bangma Patrick Bos piloot         | 3:55.396 | QG, WR |
| 2  | 7    | GBR     | Stephen Bate Christopher Latham piloot    |          | QG     |
| 3  | 8    | ITA     | Lorenzo Bernard Davide Plebani piloot     | 4:02.558 | QB     |
| 4  | 7    | NED     | Vincent ter Schure Timo Fransen piloot    | 4:04.969 | QB     |
| 5  | 6    | FRA     | Alexandre Lloveras Yoann Paillot piloot   | 4:06.920 |        |
| 6  | 5    | USA     | Branden Walton Spencer Seggebruch piloot  | 4:10.290 |        |
| 7  | 6    | IRL     | Damien Vereker Mitchell McLaughlin piloot | 4:14.817 |        |
| 8  | 5    | POL     | Karol Kopicz Marcin Białobłocki piloot    | 4:19.202 |        |
| 9  | 3    | ARG     | Maximiliano Gómez Sebastián Tolosa piloot | 4:28.087 |        |
| 10 | 3    | JPN     | Kazuhei Kimura Kiaki Miura piloot         | 4:28.676 |        |
| 11 | 4    | GER     | Thomas Ulbricht Robert Förstemann piloot  | 5:21.994 |        |
| 12 | 2    | IRL     | Martin Gordon Eoin Mullen piloot          | 5:27.642 |        |
| 13 | 2    | GBR     | Neil Fachie Matt Rotherham piloot         | 5:33.212 |        |
| 14 | 1    | AUS     | Kane Perris Luke Zaccaria piloot          | 5:42.837 |        |
| 15 | 4    | GBR     | James Ball Steffan Lloyd piloot           | 6:17.368 |        |
| 16 | 1    | GHA     | Frederick Assor Rudolf Mensah piloot      | 6:30.071 |        |

### Gouden finale
| #      | Renners | Renners                                | tijd     |
| ------ | ------- | -------------------------------------- | -------- |
| Goud   | NED     | Tristan Bangma Patrick Bos piloot      | 3:55.439 |
| Zilver | GBR     | Stephen Bate Christopher Latham piloot | 3:57.652 |

### Bronzen finale
| #     | Renners | Renners                                | tijd     |
| ----- | ------- | -------------------------------------- | -------- |
| Brons | ITA     | Lorenzo Bernard Davide Plebani piloot  | 4:04.613 |
| 4     | NED \|  | Vincent ter Schure Timo Fransen piloot | 4:08.267 |